# Escambia County (Alabama)
Das Escambia County ist ein County im Bundesstaat Alabama der Vereinigten Staaten. Im Jahr 2000 hatte das County 38.440 Einwohner und eine Bevölkerungsdichte von 16 Einwohnern pro Quadratkilometer. Verwaltungssitz (County Seat) ist Brewton, das nach William Troupe Brewton, einem Nachfahren des ersten Siedlers in dieser Gegend benannt wurde. In Atmore befindet sich das Holman State Prison, in dem der größte Teil der zum Tode Verurteilten Alabamas einsitzen. Dort werden auch alle Hinrichtungen des Staates ausgeführt.

## Geographie
Das County liegt im Süden von Alabama, an Floridas Nordgrenze und hat eine Fläche von 2468 Quadratkilometern, wovon 14 Quadratkilometer Wasserflächen sind. Es grenzt im Uhrzeigersinn an folgende Countys: Conecuh County, Covington County, Baldwin County und Monroe County.

## Geschichte
Am 27. Juli 1813 wurde auf dem Gebiet des heutigen Countys die Schlacht von Burnt Corn Creek geschlagen, die als eine der bedeutenderen des Creek-Kriegs gilt. Sie war Folge eines Überfalls der United States Army auf eine Waffenlieferung aus Pensacola an die „Rotstöcke“. Diese bildeten eine Fraktion innerhalb der Creek, die jeden Kompromiss mit den expandierenden Vereinigten Staaten ablehnte. 1816 entstand Fort Crawford, das zur Überwachung der Aktivitäten in der Spanischen Kolonie Florida sowie zur Abwehr der Creek diente. Diese wurden größtenteils in den 1830er Jahren auf dem Pfad der Tränen in den Westen deportiert. Diejenigen, die blieben, siedelten sich nahe Atmore in Poarch an. Die Poarch Creek sind die einzige von der Bundesregierung anerkannte indigene Nation in Alabama und leben bis heute in und um das Poarch-Creek-Reservat. 1861 entstand die Ortschaft Pollard an der Kreuzung zweier Bahnlinien und wurde im Sezessionskrieg ein wichtiger Militärposten. Im Januar 1865 überfielen hier Kräfte der Nordstaaten konföderierte Truppen unter General James Holt Clanton. Escambia County wurde am 10. Dezember 1868 auf Beschluss der State Legislature aus Teilen des Baldwin County und Conecuh Countys gebildet. Die Namensherkunft leitet sich vom gleichnamigen Fluss ab. Dessen Benennung ist nicht geklärt, möglicherweise stammt sie vom spanischen cambiar („handeln“) ab. Eine andere etymologische Erklärung lautet, dass das Wort in der Sprache der Creek „klares Wasser“ und auf Choctaw „Röhricht“ bedeutet. Die erste Bezirkshauptstadt war Pollard, 1880 wurde es Brewton, das nun wirtschaftlich bedeutsamer und bevölkerungsreicher war als der erste County Seat.  Im September 1890 führte Rube Burrow einen der größten Eisenbahnraubüberfälle in der Geschichte der Südstaaten nahe Pollard durch.

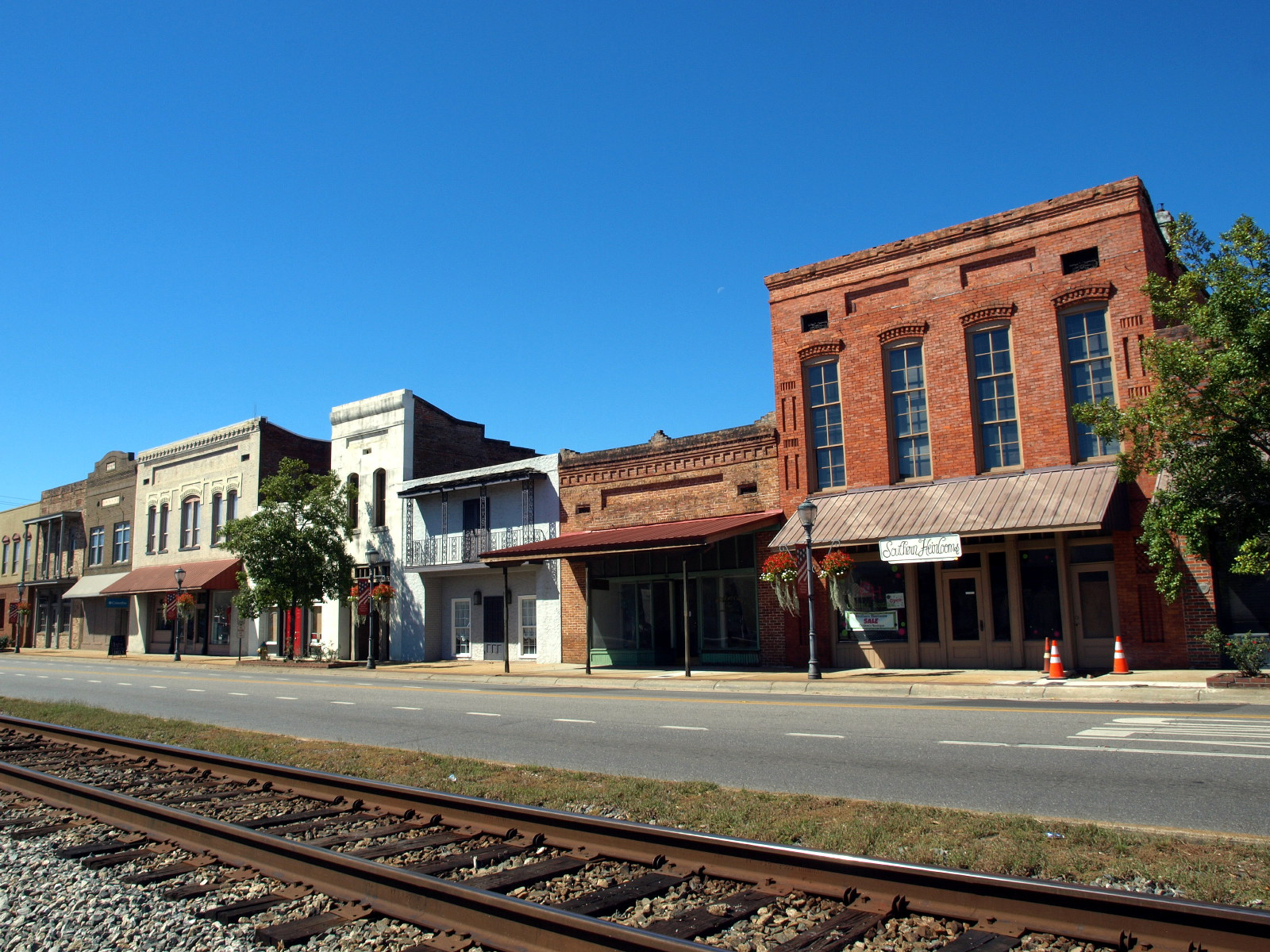
Der Brewton Historic Commercial District (2014) ist seit März 1982 im NRHP eingetragen.

Zwei Bauwerke und Stätten im County sind im National Register of Historic Places (NRHP) eingetragen (Stand 2. April 2020), der Brewton Historic Commercial District und das Commercial Hotel-Hart Hotel.

## Demographische Daten

Alterspyramide des Escambia County

Nach der Volkszählung im Jahr 2000 lebten im Escambia County 38.440 Menschen. Davon wohnten 3.005 Personen in Sammelunterkünften, die anderen Einwohner lebten in 14.297 Haushalten und 10.093 Familien. Die Bevölkerungsdichte betrug 16 Einwohner pro Quadratkilometer. Ethnisch betrachtet setzte sich die Bevölkerung zusammen aus 64,40 Prozent Weißen, 30,79 Prozent Afroamerikanern, 3,01 Prozent amerikanischen Ureinwohnern, 0,24 Prozent Asiaten, 0,03 Prozent Bewohnern aus dem pazifischen Inselraum und 0,40 Prozent aus anderen ethnischen Gruppen; 1,13 Prozent stammten von zwei oder mehr Ethnien ab. 0,99 Prozent der Bevölkerung waren spanischer oder lateinamerikanischer Abstammung.
Von den 14.297 Haushalten hatten 32,0 Prozent Kinder und Jugendliche unter 18 Jahren, die bei ihnen lebten. In 51,7 Prozent lebten verheiratete, zusammen lebende Paare, 15,1 Prozent waren allein erziehende Mütter, 29,4 Prozent waren keine Familien, 26,4 Prozent aller Haushalte waren Singlehaushalte und in 11,4 Prozent lebten Menschen im Alter von 65 Jahren oder darüber. Die Durchschnittshaushaltsgröße betrug 2,48 und die durchschnittliche Familiengröße 2,99 Personen.
24,1 Prozent der Bevölkerung waren unter 18 Jahre alt, 9,7 Prozent zwischen 18 und 24 Jahren, 28,9 Prozent zwischen 25 und 44 Jahren, 23,7 Prozent zwischen 45 und 64 Jahren und 13,6 Prozent waren 65 Jahre oder älter. Das Durchschnittsalter betrug 37 Jahre. Auf 100 weibliche Personen kamen 102,7 männliche Personen und auf Frauen im Alter von 18 Jahren und darüber kamen 102,7 Männer.
Das jährliche Durchschnittseinkommen eines Haushalts betrug 28.319 USD, das Durchschnittseinkommen einer Familie 36.086 USD. Männer hatten ein Durchschnittseinkommen von 30.632 USD, Frauen 18.091 USD. Das Prokopfeinkommen betrug 14.396 USD. 15,2 Prozent der Familien und 20,9 Prozent der Einwohner lebten unterhalb der Armutsgrenze.

## Orte im Escambia County
- Appleton
- Atmore
- Barnett Crossroads
- Booneville
- Boykin
- Bradley
- Brewton
- Canoe
- Damascus
- Dixie
- Dixonville
- East Brewton
- Ewing Farms
- Flomaton
- Foshee
- Freemanville
- Hammac
- Huxford
- Jack Springs
- Keego
- Kirkland
- Little Rock
- Malta
- Martinville
- McCullough
- Nokomis
- Osaka
- Parker Springs
- Pea Ridge
- Pleasant Hill
- Poarch
- Pollard
- Riverview
- Roberts
- Robinsonville
- Rock Hill
- Sardine
- Spring Hill
- Stanley Crossroads
- Wahl
- Wallace
- Wawbeek
- Welka